# 井上ほの花
井上 ほの花（いのうえ ほのか、1998年2月9日 - ）は、日本の女性声優、歌手。
神奈川県出身。オフィスアネモネ所属。愛称は、ほったん、ほーちゃんなど。母親は同じく声優の井上喜久子。

## 略歴
2015年12月9日より、オフィスアネモネのジュニアに所属。
2015年、HONOKA名義で、ゲーム『太鼓の達人』の楽曲「恋幻想（Love Fantasy）」で歌手デビュー。
2016年3月11日より公開された映画『劇場版 しまじろうのわお! しまじろうとえほんのくに』にしろりん2役で出演し、声優デビュー。しまじろうの母役で井上喜久子も出演しており、親子での初共演となった。
2016年12月28日、ミニアルバム『ファースト・フライト』でCDデビュー。
2022年、『RPG不動産』の風色琴音役でテレビアニメ初主演。

## 人物
2015年のデビュー当時の年齢は、奇しくも母の喜久子のキャッチコピーである「永遠の17歳」と同じ17歳だった。
趣味はディズニー、宝塚、ハロプロ。特技は、子どもと一瞬にして仲良くなること。好きな食べ物は牛タン、うなぎ、いちご飴。自分を動物に例えると、ドロンできないたぬき。マイブームはインストゥルメンタルを聴いて色々な音探し。
母の喜久子が出演していた『怪盗セイント・テール』を再放送で視聴しており、好きな作品の1つに挙げている。

## 出演
太字はメインキャラクター。

### テレビアニメ
2016年
- ダンガンロンパ3 -The End of 希望ヶ峰学園- 絶望編（如月かれん）
- 魔法つかいプリキュア!（女子生徒）

2017年
- 月がきれい（田中さくら、放送部、女子中学生、女子1、後輩女子2、クラスメイト）
- 終末なにしてますか? 忙しいですか? 救ってもらっていいですか?（フィラコルリビア・ドリオ）
- つぐもも（只田たたみ）
- 笑ゥせぇるすまんNEW（間々野夢与）
- 異世界はスマートフォンとともに。（2017年 - 2023年、アルマ・ストランド） - 2シリーズ
- 結城友奈は勇者である -鷲尾須美の章-

2018年
- 刀使ノ巫女（岩倉早苗）
- 働くお兄さん!（ペッ子、シャム猫）
- パズドラ（2018年 - 2025年、卯月さくら）
- あそびあそばせ（生徒会長）
- プラネット・ウィズ（部長、岡博子）
- 邪神ちゃんドロップキック（少女）
- ソラとウミのアイダ（ルビー・安曇）
- メルクストーリア -無気力少年と瓶の中の少女-（サローディア）
- ゴブリンスレイヤー（2018年 - 2023年、賢者） - 2シリーズ

2019年
- 八月のシンデレラナイン（河北智恵）
- RobiHachi（女、美人ナース）
- 警視庁 特務部 特殊凶悪犯対策室 第七課 -トクナナ-（遠藤の娘）

2020年
- LALALACOCO（ルリ）
- ドラえもん（テレビ朝日版第2期）（左足ミニ頭）

2021年
- オルタンシア・サーガ（ネズミ）
- EDENS ZERO（2021年 - 2023年、シャオメイ） - 2シリーズ
- ふしぎ駄菓子屋 銭天堂（浦安朱里）

2022年
- スローループ（二宮藍子）
- ニンジャラ（2022年 - 2023年、ガムッチ）
- RPG不動産（風色琴音）
- CUE!（カフェ店員）
- くノ一ツバキの胸の内（タンポポ）
- クレヨンしんちゃん（アリ、常磐田モモ子〈30年前〉）
- 聖剣伝説 Legend of Mana -The Teardrop Crystal-（ディドル）
- 4人はそれぞれウソをつく（遊園地を楽しむ女性）
- 後宮の烏（麗娘〈少女時代〉）

2023年
- おとなりに銀河（咲良）
- カードファイト!! ヴァンガード will+Dress（デイブレイクメンバー）
- SHY（2023年 - 2024年、小石川ダイゴ） - 2シリーズ
- 呪術廻戦 懐玉・玉折/渋谷事変（娘）
- 薬屋のひとりごと（禿）

2024年
- 姫様“拷問”の時間です（陰鬼）
- クマーバ（ネコルン） - 2シリーズ
- 忘却バッテリー（藤堂の妹）
- 歴史に残る悪女になるぞ（キャロル）

2025年
- ハニーレモンソーダ（橋本由瑠）
- メダリスト（加護羊）
- Aランクパーティを離脱した俺は、元教え子たちと迷宮深部を目指す。（レディ・ペルセポネ）
- アン・シャーリー（アン・シャーリー）
- 薫る花は凛と咲く（和栗薫子）

時期未定
- リビルドワールド（シェリル）
- 魔法少女育成計画 restart（ペチカ）

### 劇場アニメ
- 劇場版 しまじろうのわお! しまじろうとえほんのくに（2016年、しろりん2）
- 結城友奈は勇者部所属（2017年、バドミントン部員1、トロ子）
- ARIA The CREPUSCOLO（2021年、ウンディーネ）
- 映画 トロピカル〜ジュ!プリキュア 雪のプリンセスと奇跡の指輪!（2021年、ホワン[41]）
- らくだい魔女 フウカと闇の魔女（2023年、フウカ[42]）

### OVA
- 魔法使いの嫁 星待つひと（2016年、少女） - コミックス第6巻アニメーションDVD付き特装版
- 一騎当千 Western Wolves（2019年、易斎）
- ゆらぎ荘の幽奈さん（2020年、雨野雲雀） - コミックス第24巻アニメBD同梱完全受注限定版

### Webアニメ
- ポケモンジェネレーションズ（2017年、娘）
- SDガンダムワールド 三国創傑伝（2019年、小喬GNアーチャー[43]）
- ニンジャラ シノビの里（2020年、ガムッチ[44]）
- クマーバチャンネル（ネコルン[45]）
- 終末のワルキューレII（2023年、フレック[46]）
- Duel Masters LOST（2024年、クリスタ[47]） - 2シリーズ[一覧 6]
- Romanticスパイス カプサイジ伝説（2024年、アキラ[48]）

### ゲーム
2016年
- アドヴェントガール（程普）
- 円環のパンデミカ code -S-（七里マドカ）
- クリスタル オブ リユニオン（エルザ）
- スターリーガールズ（アルタイル）
- 太鼓の達人 ドコドン!ミステリーアドベンチャー（ティア）
- ぷよぷよ!!クエスト（2016年 - 2022年、アリィ、フェイ、バロメッツ）
- ぷよぷよクロニクル（アリィ）
- ヤマトクロニクル創世（イヨ）

2017年
- ウチの姫さまがいちばんカワイイ（アシェ）
- 青空アンダーガールズ!（椿瑠璃花）
- ガールフレンド（仮）（荒井薫）
- 白猫プロジェクト（サフィラ・モーメンティア）
- ソラとウミのアイダ（ルビー・安曇）
- RXN-雷神-（アユカ）
- 八月のシンデレラナイン（2017年 - 2023年、河北智恵）

2018年
- ゴシックは魔法乙女〜さっさと契約しなさい!〜（ギル）
- ときめきアイドル（立川美翠）
- CRYSTAR -クライスタ-（恵羽千）
- ゲシュタルト・オーディン（椿ルリカ）
- ぷよぷよeスポーツ（アリィ）
- 恒星少女 -Do The Scientists Dream of Girls'Asterism?-（ピリ・エラ・U）

2019年
- ウィザーズ シンフォニー（フェリン）
- かんぱに☆ガールズ（オーレリア・ディリア）
- ハローヒーロー：Epic Battle（ミンティー）
- エンゲージプリンセス〜眠れる姫君と夢の魔法使い〜（宇佐愛子）
- Tokyo 7th シスターズ（上杉・ウエバス・キョーコ〈2代目〉）
- 刀使ノ巫女 刻みし一閃の燈火（岩倉早苗）

2020年
- クイズRPG 魔法使いと黒猫のウィズ（トリーチェ・プレスティ）
- ヴァルキリーアナトミア -ジ・オリジン-（フェンリル）
- ビビッドアーミー（ティナ）
- 野生少女（マティ）
- プロジェクト東京ドールズ（エクス、ディオ）
- CLEARWORLD -クリアワールド-（姫原毬）
- ステラクロニクル（ウェンニー、夏衣）
- ぷよぷよテトリス2（アリィ）

2021年
- Epic Seven-エピックセブン-（ルシ）
- 神田アリス も 推理スル。（鶴見かなん）
- 戦刃アレスタ（ラトナ・フランシス）
- パズルガールズ（摩耶、ザラ）
- アイドルマスター シンデレラガールズ（2021年 - 2024年、浅利七海） - 2作品
- ワールドフリッパー（フィ・ノノア）

2022年
- モンスターストライク（モモン）
- アークナイツ（ハニーベリー）
- アズールレーン（エムデン）
- きららファンタジア（風色琴音）
- LOST EPIC
- ドラゴンクエストX オンライン（リタ姫）
- ウマ娘 プリティーダービー（2022年 - 2024年、アストンマーチャン）
- 聖塔神記 トリニティトリガー（フィルン）
- ドラゴンクエストX 目覚めし五つの種族 オフライン（リタ姫）
- 無期迷途（ラファー）
- グランブルーファンタジー（アミュレット）
- ゴブリンスレイヤー エンドレスハンティング（賢者）

2023年
- 逆転オセロニア（イーリア）
- クライマキナ/CRYMACHINA（ハヤト）
- ドルフィンウェーブ（2023年 - 2024年、ナハト）

2024年
- ゴブリンスレイヤー -ANOTHER ADVENTURER- NIGHTMARE FEAST（賢者）
- 東方スカーレットディアブロ（ルーミア）
- ブラウンダスト2（レピテア）
- 無期迷途（ヘスティア）
- プリンセスコネクト!Re:Dive（ソノ）
- ウマ娘 プリティーダービー 熱血ハチャメチャ大感謝祭!（アストンマーチャン）

2025年
- アウタープレーン（賢者）
- 牧場物語 Let's!風のグランドバザール（シギュン）
- みんなのGOLF WORLD（シルビア）

### ドラマCD
- フェアリーテイル・クロニクル 〜空気読まない異世界ライフ〜10.5 ドラマCDブックレット（2016年、オクトガル5[108]）
- ドラマCD『 DUEL! #ドラマCD』（清澄ナズナ[109]）
- 休日のわるものさん（2021年、山野[110]）

### ASMR
- ASMRメイドさんとの思い出～ドラゴンメイドの大好きご奉仕～（2023年、シエラ・ドラゴーネ[111]）
- ASMR聖女の癒やし～白百合に芽生えし果てなき想い～（2025年、リリィ・グレースメリア[112]）

### 吹き替え

#### 映画
- ノック・ノック（2016年、リサ[1][113]）
- ベビーシッター・アドベンチャー（2016年、エミリー[114]）
- アナベル 死霊人形の誕生（2018年、リンダ〈ルールー・ウィルソン〉）
- 好きだった君へのラブレター（2018年、ララ・ジーン・コヴィー〈ラナ・コンドル〉）
  - 好きだった君へ: P.S.まだ大好きです（2020年）
  - 好きだった君へ: これからもずっと大好き（2021年）
- ロクサーヌ、ロクサーヌ（2018年、ファスティマ）
- エクスティンクション 地球奪還（2018年、メーガン）
- IT/イット THE END “それ”が見えたら、終わり。（2019年、ビクトリア[115]）
- 劇場版 ドーラといっしょに大冒険（2019年、ドーラ〈イザベラ・モナー〉）
- ドント・ブリーズ2（2021年、フェニックス〈マデリン・グレイス〉[116]）
- バイオハザード: ウェルカム・トゥ・ラクーンシティ（2022年、シェリー・バーキン〈ホリー・デ・バロス〉[117]）
- フォールアウト（2022年、アメリア〈ルミ・ポラック〉[118]）

#### ドラマ
- ゴーティマー・ギボン 〜ふしぎな日常〜（2016年、ジェシカ[1]）
- タイム・アフター・タイム 〜 H・G・ウェルズの冒険（2017年）
- ヘイターはお断り! シーズン2（2017年）
- リーサル・ウェポン シーズン2、シーズン3（2018年）
- レイ・ドノヴァン ザ・フィクサー シーズン4（2018年）
- グリッチ シーズン3（2018年、ベル）
- キミはだれ?チャーリー・ブラウン（2021年）
- ゴーストギャル（2022年、エリカ・ヴー〈ラナ・コンドル〉）

#### アニメ
- ボス・ベイビー: ビジネスは赤ちゃんにおまかせ! シーズン1-4（2018年、三つ子）
- トロールズ: シング・ダンス・ハグ!（2019年、CJスキ[119]）
- ワイルド・スピード/スパイレーサー シーズン1-5（2020年、エコー）

### ラジオ
※はインターネット配信。
- 宇宙漁師候補生がラジオやってみた!宇宙漁業団非公認!花林とほの花とももことソラとウミのラジオ!略してギョギョッとラジオ!さらに略してギョギョラジ!（2017年 - 2018年、超!A&G+※・音泉※）[120]

### テレビ番組
- アニメもゲームも特訓も!? ニンジャラ・ニューヨークアカデミー（2023年1月21日・28日、テレビ東京）[121]
- サンデージャポン（ナレーション、TBSテレビ）

### インターネットテレビ
- みのりほのかれいなの立派な役者にしてください。〜略してぱな祭〜（2018年 - 2021年、ニコニコ生放送）[122]

### その他コンテンツ
- 魔法少女オーバーエイジ（2016年、ティー[123]）
- 温泉むすめ（鴨川茉凜[124]）
- オンラインショップ「メガトレショップ」イメージキャラクター（2020年、メガちゃん[125]）
- 朗読劇『Fate/Grand Order Fes. 2022 〜7th Anniversary〜「FGO THE DRAMALOGUE-アヴァロン・ル・フェ-」』（2022年、名無しの妖精の声[126]）

## ディスコグラフィ

### シングル
|     | 発売日        | タイトル                       | 規格品番 |
| --- | ------------- | ------------------------------ | -------- |
| 1st | 2017年6月28日 | スパークリング・チャイナタウン | LUX-8002 |

### ミニアルバム
|     | 発売日         | タイトル             | 規格品番 |
| --- | -------------- | -------------------- | -------- |
| 1st | 2016年12月28日 | ファースト・フライト | LUX-8001 |

### 歌手参加楽曲
| 発売日 | 商品名 | 歌                            | 楽曲                         | 備考                                                                                                  |
| ------ | ------ | ----------------------------- | ---------------------------- | --- |
| 2015年 | -      | HONOKA                        | 「恋幻想（Love Fantasy）」   | ゲーム『太鼓の達人』関連曲                                                                            |
| 2016年 | -      | ☆しょーじ☆ feat.ほのか♡えりか | 「ネテモネテモ」             | ゲーム『太鼓の達人』関連曲（『太鼓の達人 ドンだー！世界一決定戦2016 小学生以下部門 決勝大会』課題曲） |
| 2016年 | -      | 井上ほの花                    | 「世界はいつでもミステリー」 | ゲーム『太鼓の達人 ドコドン!ミステリーアドベンチャー』主題歌                                          |

### キャラクターソング
| 発売日         | 商品名                                                                                             | 歌 | 楽曲                                                                                              | 備考                                                                     |
| -------------- | -------------------------------------------------------------------------------------------------- | --- | ------------------------------------------------------------------------------------------------- | ------------------------------------------------------------------------ |
| 2016年12月8日  | 『ぷよぷよクロニクル アニバーサリーボックス』同梱サウンドトラック                                  | アリィ（井上ほの花) | 「みんなみんなだいすき」                                                                          | ゲーム『ぷよぷよクロニクル』エンディングテーマ                           |
| 2017年7月26日  | TVアニメ「笑ゥせぇるすまんNEW」オリジナル・サウンドトラック                                        | 間々野夢与（井上ほの花） | 「全力クリームソーダ」                                                                            | テレビアニメ『笑ゥせぇるすまんNEW』挿入歌                                |
| 2018年1月17日  | DREAMING-ING!!                                                                                     | ときめきアイドル project | 「DREAMING-ING!!」 「トキメキ☆ミライ」                                                            | ゲーム『ときめきアイドル』関連曲                                         |
| 2018年1月17日  | DREAMING-ING!!                                                                                     | ときめきアイドル project | 「Twin Memories W」                                                                               | ゲーム『ときめきアイドル』関連曲                                         |
| 2018年1月17日  | DREAMING-ING!!                                                                                     | 立川美翠（井上ほの花） | 「DREAMING-ING!!」 「Twin Memories W」                                                            | ゲーム『ときめきアイドル』関連曲                                         |
| 2018年3月14日  | 恋時雨                                                                                             | ときめきアイドル project | 「冒険デイズ☆」                                                                                   | ゲーム『ときめきアイドル』関連曲                                         |
| 2018年7月11日  | カン違いSummer Days                                                                                | ときめきアイドル project | 「カン違いSummer Days」                                                                           | ゲーム『ときめきアイドル』関連曲                                         |
| 2018年7月11日  | カン違いSummer Days                                                                                | ときめきアイドル project | 「SUN2 SUMMER STEP!」                                                                             | ゲーム『ときめきアイドル』関連曲                                         |
| 2018年8月19日  | 真夏のサイレン                                                                                     | 有原翼（西田望見）、東雲龍（近藤玲奈）、野崎夕姫（南早紀）、河北智恵（井上ほの花） | 「栄光のダイヤモンド」 「かっとばせ！未来へ」 「ぬかるみ」 「八月のメモリー」                     | ゲーム『八月のシンデレラナイン』関連曲                                   |
| 2018年8月19日  | 真夏のサイレン                                                                                     | 有原翼（西田望見）、東雲龍（近藤玲奈）、野崎夕姫（南早紀）、河北智恵（井上ほの花） | 「世界でいちばん熱い夏」                                                                          | ゲーム『八月のシンデレラナイン』主題歌                                   |
| 2018年8月29日  | STAR☆TING!                                                                                         | 青空アンダーガールズ | 「STAR☆TING!」 「オレンジ」                                                                       | ゲーム『青空アンダーガールズ!』関連曲                                    |
| 2018年8月29日  | STAR☆TING!                                                                                         | プリティ→プリンセス | 「わがままプリンセス」 「恋のカトレア通り」 「あの素晴らしい夢をもう一度」                        | ゲーム『青空アンダーガールズ!』関連曲                                    |
| 2018年11月28日 | ソラとウミのアイダ ボーカルソング集                                                                | 空町春（高橋花林）、ルビー・安曇（井上ほの花）、櫻舞湖（すずきももこ） | 「ソラとウミのアイダ」                                                                            | テレビアニメ『ソラとウミのアイダ』オープニングテーマ                     |
| 2018年11月28日 | ソラとウミのアイダ ボーカルソング集                                                                | ルビー・安曇（井上ほの花） | 「Bad Vinny & Martian」                                                                           | テレビアニメ『ソラとウミのアイダ』関連曲                                 |
| 2019年4月6日   | 始まりの合図                                                                                       | HUiT | 「ミラクルメイカー」 「スタートライン、桜ひらり。」                                               | ゲーム『八月のシンデレラナイン』関連曲                                   |
| 2019年6月19日  | ミツバチ                                                                                           | Le☆S☆Ca | 「ミツバチ」 「ひよこのうた」                                                                     | ゲーム『Tokyo 7th シスターズ』関連曲                                     |
| 2019年8月9日   | あの夏の記録                                                                                       | 有原翼（西田望見）、東雲龍（近藤玲奈）、野崎夕姫（南早紀）、河北智恵（井上ほの花） | 「どんなときも。」                                                                                | テレビアニメ『八月のシンデレラナイン』エンディングテーマ                 |
| 2019年8月9日   | あの夏の記録                                                                                       | 有原翼（西田望見）、東雲龍（近藤玲奈）、野崎夕姫（南早紀）、河北智恵（井上ほの花） | 「青春ライン」 「浪漫飛行」                                                                       | テレビアニメ『八月のシンデレラナイン』関連曲                             |
| 2019年8月9日   | あの夏の記録                                                                                       | 有原翼（西田望見）、河北智恵（井上ほの花） | 「TOMORROW」                                                                                      | テレビアニメ『八月のシンデレラナイン』関連曲                             |
| 2019年12月18日 | 八月のシンデレラナイン BD第4巻特典CD                                                               | 河北智恵（井上ほの花） | 「どんなときも。」                                                                                | テレビアニメ『八月のシンデレラナイン』関連曲                             |
| 2020年3月18日  | Le☆S☆Ca                                                                                            | Le☆S☆Ca | 「YELLOW」 「Behind Moon」 「トワイライト」 「タンポポ」 「ひまわりのストーリー」 「SUN SUN SUN」 | ゲーム『Tokyo 7th シスターズ』関連曲                                     |
| 2020年4月5日   | 刹那、轟く歓声                                                                                     | HUiT | 「背番号」 「胸の音色」                                                                           | ゲーム『八月のシンデレラナイン』関連曲                                   |
| 2021年12月14日 | 恋をして                                                                                           | Le☆S☆Ca | 「恋をして」                                                                                      | ゲーム『Tokyo 7th シスターズ』関連曲                                     |
| 2021年12月22日 | DOLLS Songs & Sounds 02                                                                            | NumberS | 「イデオ」                                                                                        | ゲーム『プロジェクト東京ドールズ』関連曲                                 |
| 2021年12月22日 | DOLLS Songs & Sounds 02                                                                            | DOLLS、NumberS | 「Pray Breath」 「感情を超えて」 「感情を超えて (E3 Ver.)」                                       | ゲーム『プロジェクト東京ドールズ』関連曲                                 |
| 2022年1月26日  | THE IDOLM@STER CINDERELLA MASTER キセキの証 & Let's Sail Away!!! & ココカラミライヘ！              | 浅利七海（井上ほの花）、西園寺琴歌（安齋由香里）、八神マキノ（二ノ宮ゆい） | 「Let's Sail Away!!!」                                                                            | ゲーム『アイドルマスター シンデレラガールズ』関連曲                      |
| 2022年1月26日  | THE IDOLM@STER CINDERELLA MASTER キセキの証 & Let's Sail Away!!! & ココカラミライヘ！ 特別限定盤   | 浅利七海（井上ほの花） | 「Let's Sail Away!!!」                                                                            | ゲーム『アイドルマスター シンデレラガールズ』関連曲                      |
| 2022年4月27日  | アニメ『RPG不動産』オープニングテーマ「Make Up Life!」                                             | 風色琴音（井上ほの花）、ファー（木野日菜）、ルフリア（川井田夏海）、ラキラ（石見舞菜香） | 「Make Up Life!」                                                                                 | テレビアニメ『RPG不動産』オープニングテーマ                              |
| 2022年4月27日  | アニメ『RPG不動産』オープニングテーマ「Make Up Life!」                                             | 風色琴音（井上ほの花） | 「Make Up Life!」                                                                                 | テレビアニメ『RPG不動産』関連曲                                          |
| 2022年7月6日   | くノ一ツバキの胸の内 あかね組音楽集                                                                | スミレ（ファイルーズあい）、アザミ（朝井彩加）、タンポポ（井上ほの花） | 「あかね組活動日誌 〜酉班〜」                                                                     | テレビアニメ『くノ一ツバキの胸の内』エンディングテーマ                   |
| 2022年7月6日   | くノ一ツバキの胸の内 あかね組音楽集                                                                | あかね組ねうしとらうたつみうまひつじさるとりいぬい | 「あかね組活動日誌 〜ねうしとらうたつみうまひつじさるとりいぬい大集合！〜」                       | テレビアニメ『くノ一ツバキの胸の内』エンディングテーマ                   |
| 2022年9月28日  | ウマ娘 プリティーダービー WINNING LIVE 08                                                          | ウオッカ（大橋彩香）、ダイワスカーレット（木村千咲）、マヤノトップガン（星谷美緒）、スマートファルコン（大和田仁美）、ダイタクヘリオス（山根綺）、サクラローレル（真野美月）、ヤマニンゼファー（今泉りおな）、ダイイチルビー（礒部花凜）、アストンマーチャン（井上ほの花）、ケイエスミラクル（佐藤日向）、コパノリッキー（稲垣好）、ホッコータルマエ（菊池紗矢香）、ワンダーアキュート（須藤叶希） | 「Gaze on Me!」                                                                                   | ゲーム『ウマ娘 プリティーダービー』関連曲                                |
| 2022年9月28日  | ウマ娘 プリティーダービー WINNING LIVE 08                                                          | アストンマーチャン（井上ほの花） | 「忘却にて」                                                                                      | ゲーム『ウマ娘 プリティーダービー』関連曲                                |
| 2022年9月28日  | ウマ娘 プリティーダービー WINNING LIVE 08                                                          | スペシャルウィーク（和氣あず未）、サイレンススズカ（高野麻里佳）、ゴールドシップ（上田瞳）、ウオッカ（大橋彩香）、ダイワスカーレット（木村千咲）、メジロマックイーン（大西沙織）、ナリタブライアン（衣川里佳）、マヤノトップガン（星谷美緒）、ライスシャワー（石見舞菜香）、ウイニングチケット（渡部優衣）、スマートファルコン（大和田仁美）、ダイタクヘリオス（山根綺）、サクラローレル（真野美月）、ヤマニンゼファー（今泉りおな）、ダイイチルビー（礒部花凜）、アストンマーチャン（井上ほの花）、ケイエスミラクル（佐藤日向）、コパノリッキー（稲垣好）、ホッコータルマエ（菊池紗矢香）、ワンダーアキュート（須藤叶希） | 「うまぴょい伝説」                                                                                | ゲーム『ウマ娘 プリティーダービー』関連曲                                |
| 2022年10月19日 | THE IDOLM@STER CINDERELLA GIRLS STARLIGHT MASTER R/LOCK ON! 09 New bright stars                    | 小日向美穂（津田美波）、浅利七海（井上ほの花）、桐生つかさ（河瀬茉希）、城ヶ崎美嘉（佳村はるか）、向井拓海（原優子） | 「New bright stars（M@STER VERSION）」                                                            | ゲーム『アイドルマスター シンデレラガールズ スターライトステージ』関連曲 |
| 2022年10月19日 | THE IDOLM@STER CINDERELLA GIRLS STARLIGHT MASTER R/LOCK ON! 09 New bright stars                    | 浅利七海（井上ほの花） | 「New bright stars（M@STER VERSION）」                                                            | ゲーム『アイドルマスター シンデレラガールズ スターライトステージ』関連曲 |
| 2022年11月16日 | Make our sound                                                                                     | Tokyo 7th シスターズ | 「Make our sound」                                                                                | ゲーム『Tokyo 7th シスターズ』関連曲                                     |
| 2023年3月24日  | ときめきの風に乗って                                                                               | フウカ（井上ほの花） | 「ときめきの風に乗って」                                                                          | 劇場アニメ『らくだい魔女 フウカと闇の魔女』主題歌                        |
| 2023年5月17日  | THE IDOLM@STER CINDERELLA GIRLS STARLIGHT MASTER R/LOCK ON! 16 ギョーてん！しーわーるど！          | 浅利七海（井上ほの花）、前川みく（高森奈津美）、市原仁奈（久野美咲）、棟方愛海（藤本彩花）、龍崎薫（春瀬なつみ） | 「ギョーてん！しーわーるど！（M@STER VERSION）」                                                  | ゲーム『アイドルマスター シンデレラガールズ スターライトステージ』関連曲 |
| 2023年5月17日  | THE IDOLM@STER CINDERELLA GIRLS STARLIGHT MASTER R/LOCK ON! 16 ギョーてん！しーわーるど！          | 浅利七海（井上ほの花） | 「徒然モノクローム」 「ギョーてん！しーわーるど！（M@STER VERSION）」                             | ゲーム『アイドルマスター シンデレラガールズ スターライトステージ』関連曲 |
| 2023年10月4日  | THE IDOLM@STER CINDERELLA GIRLS STARLIGHT MASTER PLATINUM NUMBER 10 全開！ミラクルアドベンチャー！ | 浅利七海（井上ほの花）、安部菜々（三宅麻理恵）、前川みく（高森奈津美） | 「全開！ミラクルアドベンチャー！（M@STER VERSION）」                                              | ゲーム『アイドルマスター シンデレラガールズ スターライトステージ』関連曲 |
| 2023年10月4日  | THE IDOLM@STER CINDERELLA GIRLS STARLIGHT MASTER PLATINUM NUMBER 10 全開！ミラクルアドベンチャー！ | 浅利七海（井上ほの花） | 「全開！ミラクルアドベンチャー！（M@STER VERSION）」                                              | ゲーム『アイドルマスター シンデレラガールズ スターライトステージ』関連曲 |
| 2024年1月15日  | アークナイツ 4周年記念楽曲集                                                                       | ハニーベリー（井上ほの花） | 「緑雨の言葉」                                                                                    | ゲーム『アークナイツ』関連曲                                             |
| 2024年1月15日  | アークナイツ 4周年記念楽曲集                                                                       | テンニンカ（下地紫野）、ステインレス（寺島拓篤）、ハニーベリー（井上ほの花） | 「明日へのパレード」                                                                              | ゲーム『アークナイツ』関連曲                                             |
| 2024年8月21日  | THE IDOLM@STER CINDERELLA MASTER 068 浅利七海                                                      | 浅利七海（井上ほの花） | 「にんぎょひめ練習中！」                                                                          | 『アイドルマスター シンデレラガールズ』関連曲                            |
| 2024年11月27日 | プリンセスコネクト！Re:Dive PRICONNE CHARACTER SONG 42                                             | ノゾミ（日笠陽子）、ルイズマリー(鈴代紗弓）、イロハ（青山吉能）、ソノ（井上ほの花） | 「Dance in the Fragrance」                                                                        | ゲーム『プリンセスコネクト！Re:Dive』挿入歌                              |
| 2025年6月25日  | プリンセスコネクト！Re:Dive PRICONNE CHARACTER SONG 49                                             | ルイズマリー（鈴代紗弓）、イロハ（青山吉能）、ソノ（井上ほの花） | 「レキメキ！」                                                                                    | ゲーム『プリンセスコネクト！Re:Dive』挿入歌                              |

## ライブ・イベント

### オフィスアネモネ主催イベント
| 出演日        | タイトル                                                     | 会場                                                     | 備考 |
| ------------- | ------------------------------------------------------------ | -------------------------------------------------------- | ---- |
| 2018年2月12日 | 井上ほの花1st Birthday Live〜ほっこり のびのび かんしゃ感激☆ | ザ・プリンス パークタワー東京 メロディーライン（東京都） |      |
| 2019年2月3日  | 井上ほの花Birthday Live・ほっこりのびのびかんしゃ感激Part2   | ザ・プリンス パークタワー東京 メロディーライン（東京都） |      |
| 2020年2月8日  | 井上ほの花バースデーイベント・フリーダムに歌わせて♪          | カラオケ館銀座総本店（東京都）                           |      |
| 2024年4月21日 | レトロ喫茶井上ほの花〜乾杯はクリームソーダで♪〜              | ニューエイト（東京都）                                   |      |
| 2025年2月8日  | 井上ほの花ばーすでーぱーてぃー2025                           | グレースバリ銀座（東京都）                               |      |

### ライブ
| 出演日              | タイトル | 会場                                      | 備考                                                                     |
| ------------------- | --- | ----------------------------------------- | ------------------------------------------------------------------------ |
| 2018年8月19日       | ハチサマ 〜Hachinai Summer LIVE2018〜                                                                          | 原宿クエストホール（東京都）              |                                                                          |
| 2018年11月3日       | Trial Live Performance Tokimeki Challenge♪ Vol.2 〜歌うよ！ときめきアイドル2〜                                 | ベノア銀座（東京都）                      | 昼の部のみ出演。                                                         |
| 2019年4月6日        | ハチサマ2 Hachinai Spring Live 2019 -始まりの合図-                                                             | 山野ホール（東京都）                      |                                                                          |
| 2019年4月7日        | Trial Live Performance Tokimeki Challenge♪ Vol.4 〜歌うよ！ときめきアイドル4〜                                 | 秋葉原P.A.R.M.S.（東京都）                |                                                                          |
| 2019年7月13日・14日 | Tokyo 7th シスターズ 5th Anniversary Live -SEASON OF LOVE- in Makuhari Messe                                   | 幕張メッセ 国際展示場9-11ホール（千葉県） |                                                                          |
| 2019年8月4日        | Trial Live Performance Tokimeki Challenge♪ Vol.5 〜歌うよ！ときめきアイドル〜                                  | 浅草花やしき花劇場（東京都）              |                                                                          |
| 2019年10月13日      | ハチサマ3 Hachinai Music FES in 羽村                                                                           | 羽村生涯学習センター（東京都）            | 令和元年東日本台風の影響で開催中止となった。                             |
| 2020年2月2日        | Trial Live Performance Tokimeki Challenge ♪ vol.7 ～歌うよ!ときめきアイドル・ニャンニャンの日!ネコセンパイSP～ | 浅草花やしき花劇場（東京都）              |                                                                          |
| 2020年4月5日        | ハチサマ4 Hachinai Music LIVE in 福生                                                                          | 福生市民会館（東京都）                    | 新型コロナウイルス感染症流行の影響により、無観客生配信での実施となった。 |
| 2021年4月25日       | ハチサマ5 Hachinai Spring LIVE in 八王子                                                                       | 八王子市民会館（東京都）                  |                                                                          |
| 2021年7月3日・4日   | Tokyo 7th シスターズ Live -NANASUTA L-I-V-E!! - in PIA ARENA MM                                                | ぴあアリーナMM（神奈川県）                |                                                                          |
| 2021年11月28日      | THE IDOLM@STER CINDERELLA GIRLS 10th ANNIVERSARY M@GICAL WONDERLAND TOUR!!! Celebration Land                   | 幕張イベントホール（千葉県）              | 2日目のみ出演。                                                          |
| 2021年12月19日      | Tokyo 7th シスターズ Live -NANASUTA L-I-V-E!! - Many merry party - in TOKYO DOME CITY HALL                     | TOKYO DOME CITY HALL（東京都）            |                                                                          |
| 2022年2月26日・27日 | Tokyo 7th シスターズ Live Tokyo-7th FESTIVAL in Ryogoku Kokugikan                                              | 両国国技館（東京都）                      |                                                                          |
| 2022年4月3日        | THE IDOLM@STER CINDERELLA GIRLS 10th ANNIVERSARY M@GICAL WONDERLAND!!!                                         | ベルーナドーム（埼玉県）                  | 出演者の事前告知なし。2日目のみ出演。                                    |
| 2022年5月14日       | バンダイナムコエンターテインメントフェスティバル 2nd                                                           | ZOZOマリンスタジアム（千葉県）            | 1日目のみ出演。                                                          |
| 2022年9月3日        | THE IDOLM@STER CINDERELLA GIRLS LIKE4LIVE #cg_ootd                                                             | 日本ガイシホール（愛知県）                | 1日目のみ出演。                                                          |
| 2022年11月5日       | ウマ娘 プリティーダービー 4th EVENT SPECIAL DREAMERS!! EXTRA STAGE                                             | ベルーナドーム（埼玉県）                  | 1日目のみ出演。                                                          |
| 2022年11月20日      | Tokyo 7th シスターズ 6+7+8th Anniversary Live Along the way                                                    | 幕張メッセ国際展示場 ホール7・8（千葉県） | Day2,Day3の出演。                                                        |
| 2022年12月18日      | Tokyo 7th シスターズ 6+7+8th Anniversary Live Along the way                                                    | ぴあアリーナMM（神奈川県）                | Day2,Day3の出演。                                                        |
| 2023年5月20日・21日 | Le☆S☆Ca 1st Live グローイング                                                                                  | 幕張メッセ 国際展示場11ホール（千葉県）   |                                                                          |
| 2023年6月10日・11日 | THE IDOLM@STER CINDERELLA GIRLS 燿城夜祭 -かがやきよまつり-                                                    | 大阪城ホール（大阪府）                    |                                                                          |
| 2023年12月9日       | 異次元フェス アイドルマスター★♥ラブライブ!歌合戦                                                               | 東京ドーム（東京都）                      | 1日目のみ出演。                                                          |
| 2024年2月4日        | ウマ娘 プリティーダービー 5th EVENT ARENA TOUR GO BEYOND -YELL-                                                | 有明アリーナ（東京都）                    | 2日目のみ出演。                                                          |
| 2024年8月17日・18日 | Tokyo 7th Sisters LIVE DIVE TO YOUR SKY!!                                                                      | 幕張イベントホール（千葉県）              |                                                                          |
| 2024年9月15日       | THE IDOLM@STER CINDERELLA GIRLS STARLIGHT FANTASY                                                              | Kアリーナ横浜（神奈川県）                 | 2日目のみ出演。                                                          |
| 2024年12月15日      | ウマ娘 プリティーダービー Twinkle Circle! in FUKUOKA                                                           | マリンメッセ福岡B館（福岡県）             |                                                                          |
| 2025年6月8日・9日   | THE IDOLM@STER CINDERELLA GIRLS STARLIGHT STAGE 10th ANNIVERSARY TOUR Let’s AMUSEMENT!!! OKINAWA               | 沖縄アリーナ（沖縄県）                    |                                                                          |